# Конопасек, Станислав
Станислав Конопасек (чеш. Stanislav Konopásek; 18 апреля 1923, Горжовице — 6 марта 2008, Прага) — чехословацкий хоккеист, выступавший за команду «ЛТЦ Прага» и национальную сборную Чехословакии. Чемпион мира и Европы 1947 и 1949 годов, серебряный призёр зимних Олимпийских игр в Санкт-Морице. Член Зала славы чешского хоккея (c 4 ноября 2011 года).

## Биография
Станислав Конопасек родился 18 апреля 1923 года в Горжовице.
Начал карьеру хоккеиста в 1940 году, в команде «ЛТЦ Прага». Трижды с ней становился чемпионом Протектората Богемии и Моравии, а затем еще четыре раза выигрывал хоккейную лигу Чехословакии.
С 1945 по 1949 год Конопасек выступал за национальную сборную Чехословакии по хоккею. В 1948 году он стал серебряным призёром зимних Олимпийских играх в Санкт-Морице. В 1947 и 1949 годах выигрывал чемпионат мира и Европы. На чемпионате мира 1949 года в Швеции стал автором решающей шайбы с матче со сборной Канады.
Конопасек в составе чехословацкой сборной должен был защищать выигранный чемпионский титул на чемпионате мира 1950 года в Великобритании, однако после решения правительства практически в последний момент не принимать в нём участия (причиной этого явился отказ в британской визе репортёрам чехословацкого радио) большая часть членов сборной была арестована прямо в ресторане, где они собрались обсудить это событие и, по утверждению следствия вели антиправительственные разговоры и выкрикивали антикоммунистические лозунги.
Станислава Конопасека, вместе с ещё 10 хоккеистами сборной Чехословакии, обвинили в шпионаже, измене родине, подрыве народно-демократических устоев и приговорили к 12 годам лишения свободы. В заключении он работал на урановых рудниках в Яхимове. В 1955 году его помиловали по амнистии и выпустили на свободу. После освобождения Конопасек вернулся в хоккей. В сезоне 1955/56 он играл за команду «Татра Смихов», следующие 6 сезонов отыграл в составе пражской «Спарты», последний сезон игровой карьеры провёл в клубе ЧЛТК Прага.
После окончания игровой карьеры тренировал пражский «Моторлет» (1963-65), польский «ГКС Катовице» (1965-68) и пражскую «Спарту» (1968-73).
Умер 6 марта 2008 года в Праге, немного не дожив до 85 лет.
4 ноября 2008 года посмертно был принят в Зал славы чешского хоккея.

## Достижения
- 2-кратный чемпион мира (1947 и 1949)
- 3-кратный чемпион Европы (1947—1949)
- Серебряный призёр Олимпийских игр (1948)
- 4-кратный чемпион Чехословакии (1946—1949)
- 3-кратный чемпион Богемии и Моравии (1942—1944)
- 3-кратный победитель Кубка Шпенглера (1946—1948)

## Статистика
- Чемпионат Чехословакии — 103 игры, 92 шайбы
- Сборная Чехословакии — 50 игр, 69 шайб[2]
- Всего за карьеру — 153 игры, 161 шайба